# Gostkowo (Pułtusk)
Pour les articles homonymes, voir Gostkowo.
Gostkowo (prononciation : [ɡɔstˈkɔvɔ]) est un village polonais de la gmina d'Obryte dans le powiat de Pułtusk de la voïvodie de Mazovie dans le centre-est de la Pologne.
Il se situe à environ 7 kilomètres au nord d'Obryte (siège de la gmina), 15 kilomètres au nord-est de Pułtusk (siège du powiat) et à 65 kilomètres au nord de Varsovie (capitale de la Pologne).
Le village compte approximativement une population de 80 habitants en 2006.

## Histoire
De 1975 à 1998, le village appartenait administrativement à la voïvodie d'Ostrołęka.